# Wilier Triestina
Wilier Triestina is een Italiaans fietsenmerk.
Het bedrijf is opgericht in 1906 door Pietro Dal Molin in Bassano del Grappa. Tegenwoordig is de thuisbasis van het bedrijf in Rossano Veneto. De bedrijfsnaam is af te leiden uit de Italiaanse zin "W l’Italia liberata e redenta" (Nederlands: Lang leve Italië, bevrijd en verlost).
In de beginjaren van Wilier maakten ze alleen fietsen die dienden als vervoersmiddel. In 1946 veranderde dat. Voor het eerst begonnen zij met het leveren van racefietsen.
Wilier leverde fietsen aan het UCI World Tour-team Lampre-ISD. Onder anderen de winnaar en de nummer twee van de Wereldkampioenschappen wielrennen in 2008 (Alessandro Ballan en Damiano Cunego) reden op Triestina-fietsen.
In 2015 rijdt het UCI Professional Continental team Colombia op Wilier-fietsen. In 2020 voorziet Wilier het Astana Pro Team (met onder anderen Jakob Fuglsang en Luis León Sánchez) van racefietsen, terwijl het Franse team Total Direct Energie (met onder anderen Niki Terpstra en Dries Van Gestel) al sinds 2018 op Wilier als fietsconstructeur kan rekenen.
In het triatlon worden de Duitser Andreas Dreitz en de Nieuw-Zeelandse Amelia Rose Watkinson ondersteund.